# Saint-Crépin-d'Auberoche

Saint-Crépin-d'Auberoche este o comună în departamentul Dordogne din sud-vestul Franței. În 2009 avea o populație de 288 de locuitori.

## Evoluția populației
| An        | 1975 | 1982 | 1990 | 1999 | 2006 | 2009 |
| --------- | ---- | ---- | ---- | ---- | ---- | ---- |
| Populație | 175  | 237  | 229  | 227  | 273  | 288  |